# Sherron Dorsey-Walker
Sherron Dorsey-Walker (Detroit, 16 marzo 1993) è un cestista statunitense.

## Palmarès
- Campionato olandese: 1

Landstede Hammers: 2018-19
- Supercoppa d'Olanda: 2

Landstede Hammers: 2017, 2019